# Heterolepidoderma fallax
Heterolepidoderma fallax is een buikharige uit de familie Chaetonotidae. Het dier komt uit het geslacht Heterolepidoderma. Heterolepidoderma fallax werd in 1936 voor het eerst wetenschappelijk beschreven door Remane. 